# Кирилловский район
Кири́лловский райо́н — административно-территориальная единица (район) и муниципальное образование (муниципальный район) в составе Вологодской области.
Административный центр — город Кириллов.

## География
Кирилловский район расположен на северо-западе Вологодской области в 129 км к северу от Вологды и в 100 км от Череповца. Удалённость района от Москвы — 593 км, от Санкт-Петербурга — 624 км. Общая площадь территории района — 5400 км². Наибольшая протяжённость от северной до южной границы — 143 км, от восточной до западной — 56 км.
Район граничит с Вожегодским, Вологодским, Белозерским, Череповецким, Шекснинским, Усть-Кубинским, Вашкинским и Вытегорским районами Вологодской области и Каргопольским районом Архангельской области.
Крупнейшие водоёмы — озёра Белое и Воже, Шекснинское водохранилище (часть Волго-Балта). Кроме этого много небольших озёр, речек их соединяющих и крупных болот: Аристово, Бибишкино, Благовещенское, Бородаевское, Вазеринское, Воробино, Долгое, Егорьевское, Зауломское, Кишемское, Курикаево, Мелеховское, Никольское, Окуловское, Остолоповское, Покровское, Покровское, Пятницкое, Северо-Двинский канал, Сиверское, Ситское, Соровское, Татаровское, Ферапонтовское и другие. Кроме Волго-Балта по территории проходит также действующая Северо-Двинская водная система.

### Климат
Район расположен в зоне умеренно континентального климата. Среднеянварская температура составляет −11°С, среднеиюльская +16,9°С.

### Минерально-сырьевой потенциал
На 2012 год минерально-сырьевой потенциал района оценивается в 10,04 миллиарда рублей. Наибольшую ценность представляют торфяники, составляющие 87,9 % от общего количества полезных ископаемых, и сапропель, общий объём которого в водоёмах района составляет половину областных запасов. Кроме этого имеется большое количество водных ресурсов. В районе насчитывается более 300 больших и малых озёр, имеются запасы слабоминерализированных сульфатно-кальциевых вод Смоленского типа и типа Кемери.

## История
Район образован из Кирилловского уезда Череповецкой губернии 1 августа 1927 года в составе Череповецкого округа Ленинградской области. В 1930 году округ был ликвидирован, в 1937 году, после создания Вологодской области, район вошёл в неё.
20 сентября 1931 года в состав Кирилловского района включена территория расформированного Николо-Торжского района. 12 декабря 1955 года таким же образом присоединён Чарозерский район.
14 марта 1964 года Кирюгский сельсовет Кирилловского сельского района был передан в Няндомский промышленный район, где он вскоре был упразднён, а его территория включена в состав Ерцевского поселкового совета.

## Население
| 1990    | 1995    | 1996    | 1997    | 1998    | 1999    | 2000    | 2001    | 2002    |
| ------- | ------- | ------- | ------- | ------- | ------- | ------- | ------- | ------- |
| 21 700  | ↘20 700 | ↘20 500 | ↘20 300 | ↘19 714 | ↘19 500 | ↘19 404 | ↘19 100 | ↘18 627 |
| 2003    | 2004    | 2005    | 2006    | 2007    | 2008    | 2009    | 2010    | 2011    |
| ↘18 400 | ↘18 309 | ↘18 141 | ↘17 977 | ↘17 856 | ↘17 700 | ↗17 712 | ↘17 538 | ↘15 759 |
| 2012    | 2013    | 2014    | 2015    | 2016    | 2017    | 2018    | 2019    | 2020    |
| ↘15 608 | ↘15 538 | ↘15 392 | ↘15 223 | ↘15 122 | ↘15 077 | ↘14 954 | ↘14 686 | ↘14 616 |
| 2021    | 2023    |         |         |         |         |         |         |         |
| ↘14 227 | ↘14 088 |         |         |         |         |         |         |         |

### Урбанизация
Городское население (город Кириллов) составляет 50,18 % населения района.

### Национальный состав
По итогам переписи населения 2020 года проживали следующие национальности (национальности менее 0,1 % и другое, см. в сноске к строке «Другие»):
| Национальность | Численность, чел. | Доля     |
| -------------- | ----------------- | -------- |
| Русские        | 13 088            | 91,99 %  |
| Украинцы       | 32                | 0,22 %   |
| Чуваши         | 16                | 0,11 %   |
| Молдаване      | 15                | 0,11 %   |
| Другие         | 1076              | 7,57 %   |
| Итого          | 14 227            | 100,00 % |

## Территориальное устройство
Административно-территориальные единицы
Кирилловский район в рамках административно-территориального устройства, включает 1 город районного значения (Кириллов) и 15 сельсоветов:
| №  | Сельсовет        | Соответствующее муниципальное образование |
| -- | ---------------- | ----------------------------------------- |
| 1  | Алёшинский       | Алёшинское СП                             |
| 2  | Волокославинский | Николоторжокское СП                       |
| 3  | Горицкий         | ГП город Кириллов                         |
| 4  | Ивановоборский   | Алёшинское СП                             |
| 5  | Коварзинский     | Ферапонтовское СП                         |
| 6  | Колкачский       | СП Талицкое МО                            |
| 7  | Коротецкий       | Чарозерское СП                            |
| 8  | Липовский        | СП Липовское                              |
| 9  | Мигачевский      | Алёшинское СП                             |
| 10 | Николо-Торжский  | Николоторжокское СП                       |
| 11 | Печенгский       | Чарозерское СП                            |
| 12 | Суховерховский   | Ферапонтовское СП, ГП город Кириллов      |
| 13 | Талицкий         | СП Талицкое МО                            |
| 14 | Ферапонтовский   | Ферапонтовское СП                         |
| 15 | Чарозерский      | Чарозерское СП                            |

Муниципальные образования

Муниципальные образования с 2015 года

Муниципальный район, в рамках организации местного самоуправления, делится на 7 муниципальных образований нижнего уровня, в том числе 1 городское и 6 сельских поселений.
| №        | Муниципальное образование | Административный центр | Количество населённых пунктов | Население (чел.) | Площадь (км²) |
| -------- | ------------------------- | ---------------------- | ----------------------------- | ---------------- | ------------- |
| 1e-06    | Городское поселение:      |                        |                               |                  |               |
| 1        | город Кириллов            | город Кириллов         | 27                            | ↘7487            | 27,02         |
| 1.000002 | Сельское поселение:       |                        |                               |                  |               |
| 2        | Талицкое                  | село Талицы            | 63                            | ↗1605            | 658,21        |
| 3        | Алёшинское                | посёлок Шиндалово      | 54                            | ↘923             | 624,41        |
| 4        | Липовское                 | село Вогнема           | 28                            | ↘647             | 491,01        |
| 5        | Николоторжское            | село Никольский Торжок | 85                            | ↗1412            | 625,62        |
| 6        | Ферапонтовское            | село Ферапонтово       | 132                           | ↘1547            | 389,04        |
| 7        | Чарозерское               | село Чарозеро          | 86                            | ↘467             | 1768,90       |

Первоначально в рамках организации местного самоуправления к 1 января 2006 года в составе муниципального района были созданы 1 городское и 9 сельских поселений. В апреле 2009 года было упразднено сельское поселение Суховерховское (включено в Ферапонтовское). В июне-ююле 2015 года были упразднены сельское поселение Горицкое (включено в городское поселение город Кириллов); а также сельское поселение Коварзинское (включено в Ферапонтовское).

## Населённые пункты
В Кирилловском районе 471 населённый пункт, в том числе 1 городской (город) и 470 сельских.
| №   | Населённый пункт   | Тип              | Население | Муниципальное образование |
| --- | ------------------ | ---------------- | --------- | ------------------------- |
| 1   | Кириллов           | город            | ↘7069     | город Кириллов            |
| 2   | Агафоново          | деревня          | ↘0        | Ферапонтовское            |
| 3   | Аксёново           | деревня          | 6         | Ферапонтовское            |
| 4   | Аксёновская        | деревня          | 0         | Ферапонтовское            |
| 5   | Алексеево          | деревня          | 8         | Николоторжское            |
| 6   | Алексеевская       | деревня          | 12        | Липовское                 |
| 7   | Алёшино            | деревня          | ↘9        | Алёшинское                |
| 8   | Алферовская        | деревня          | 0         | Ферапонтовское            |
| 9   | Алябино            | деревня          | 0         | Алёшинское                |
| 10  | Амосово            | деревня          | 21        | Липовское                 |
| 11  | Ананьино           | деревня          | 9         | Алёшинское                |
| 12  | Андреево           | деревня          | 5         | Талицкое                  |
| 13  | Андреевская        | деревня          | 0         | Ферапонтовское            |
| 14  | Андреевская        | деревня          | 7         | Чарозерское               |
| 15  | Аргуново           | деревня          | 0         | Николоторжское            |
| 16  | Артемово           | деревня          | 0         | Ферапонтовское            |
| 17  | Артюнинское        | деревня          | 0         | Ферапонтовское            |
| 18  | Бабичево           | деревня          | 0         | Липовское                 |
| 19  | Балуево            | деревня          | 0         | Ферапонтовское            |
| 20  | Бараково           | деревня          | 43        | Чарозерское               |
| 21  | Бардуха            | деревня          | 27        | Талицкое                  |
| 22  | Бархатово          | деревня          | 10        | Чарозерское               |
| 23  | Бахлычево          | деревня          | ↘0        | город Кириллов            |
| 24  | Безменово          | деревня          | 0         | Чарозерское               |
| 25  | Белоусово          | деревня          | 4         | Ферапонтовское            |
| 26  | Березник           | деревня          | 0         | Ферапонтовское            |
| 27  | Березник           | деревня          | 0         | Ферапонтовское            |
| 28  | Березово           | деревня          | 0         | Чарозерское               |
| 29  | Блиново            | деревня          | 0         | Ферапонтовское            |
| 30  | Бозино             | деревня          | 0         | город Кириллов            |
| 31  | Болозново          | деревня          | 0         | Чарозерское               |
| 32  | Большая Палшема    | деревня          | 6         | Ферапонтовское            |
| 33  | Большое Дивково    | деревня          | 0         | Липовское                 |
| 34  | Большое Дитятево   | деревня          | 3         | Николоторжское            |
| 35  | Большое Закозье    | деревня          | 8         | Николоторжское            |
| 36  | Большое Зауломское | деревня          | 11        | Ферапонтовское            |
| 37  | Большое Коровино   | деревня          | 27        | Николоторжское            |
| 38  | Большое Осаново    | деревня          | 10        | Николоторжское            |
| 39  | Большое Шевелево   | деревня          | 5         | Талицкое                  |
| 40  | Большой Дор        | деревня          | 3         | Николоторжское            |
| 41  | Большой Пепел      | деревня          | 23        | Талицкое                  |
| 42  | Бонема             | деревня          | 8         | Алёшинское                |
| 43  | Борбушино          | деревня          | 12        | Ферапонтовское            |
| 44  | Борисовская        | деревня          | 0         | Ферапонтовское            |
| 45  | Борок              | деревня          | 0         | Ферапонтовское            |
| 46  | Ботово             | деревня          | 9         | Чарозерское               |
| 47  | Брагино            | деревня          | 17        | Николоторжское            |
| 48  | Булыкино           | деревня          | 10        | Чарозерское               |
| 49  | Бураково           | деревня          | 22        | Николоторжское            |
| 50  | Бутово             | деревня          | 0         | Липовское                 |
| 51  | Быково             | деревня          | 0         | Ферапонтовское            |
| 52  | Бяковское          | деревня          | 8         | Ферапонтовское            |
| 53  | Вазеринцы          | деревня          | 8         | Ферапонтовское            |
| 54  | Василево           | деревня          | 0         | Николоторжское            |
| 55  | Васильево          | деревня          | 6         | Алёшинское                |
| 56  | Васняково          | деревня          | 6         | Ферапонтовское            |
| 57  | Васькино           | деревня          | 57        | Алёшинское                |
| 58  | Васюково           | деревня          | 0         | Чарозерское               |
| 59  | Васюково           | деревня          | 11        | Чарозерское               |
| 60  | Великий Двор       | деревня          | 0         | Липовское                 |
| 61  | Великий Двор       | деревня          | 20        | Чарозерское               |
| 62  | Верхняя Гора       | деревня          | 3         | Ферапонтовское            |
| 63  | Верхоглядово       | деревня          | 18        | Талицкое                  |
| 64  | Власово            | деревня          | 0         | Липовское                 |
| 65  | Власово            | деревня          | 14        | Николоторжское            |
| 66  | Вогнема            | село             | 88        | Липовское                 |
| 67  | Волокославинское   | село             | 353       | Николоторжское            |
| 68  | Воробино           | деревня          | 0         | Ферапонтовское            |
| 69  | Воробьёво          | деревня          | 5         | Алёшинское                |
| 70  | Воронино           | деревня          | 4         | Чарозерское               |
| 71  | Выметное           | деревня          | 0         | Николоторжское            |
| 72  | Гвоздево           | деревня          | 0         | Алёшинское                |
| 73  | Глазатово          | деревня          | 6         | Алёшинское                |
| 74  | Глебовское         | деревня          | 21        | Ферапонтовское            |
| 75  | Глухарево          | деревня          | 23        | Алёшинское                |
| 76  | Голышово           | деревня          | 0         | Ферапонтовское            |
| 77  | Гончарка           | деревня          | 6         | Алёшинское                |
| 78  | Гора               | деревня          | 10        | Николоторжское            |
| 79  | Гора               | деревня          | 8         | Талицкое                  |
| 80  | Гора-1             | деревня          | 9         | Ферапонтовское            |
| 81  | Гора-2             | деревня          | 4         | Ферапонтовское            |
| 82  | Горицы             | село             | ↘457      | город Кириллов            |
| 83  | Горка              | деревня          | 0         | город Кириллов            |
| 84  | Горка              | деревня          | 0         | Липовское                 |
| 85  | Горка              | деревня          | 4         | Ферапонтовское            |
| 86  | Горка-1            | деревня          | 9         | Чарозерское               |
| 87  | Горка-2            | деревня          | 0         | Чарозерское               |
| 88  | Городище           | деревня          | ↘3        | Алёшинское                |
| 89  | Горушка            | деревня          | 0         | Талицкое                  |
| 90  | Горяйново          | деревня          | 0         | Липовское                 |
| 91  | Гребенево          | деревня          | 3         | Алёшинское                |
| 92  | Гребенево          | деревня          | 0         | Николоторжское            |
| 93  | Гридино            | деревня          | 6         | Ферапонтовское            |
| 94  | Гридинская         | деревня          | 8         | Ферапонтовское            |
| 95  | Громово            | деревня          | 13        | Николоторжское            |
| 96  | Громуха            | деревня          | 6         | Николоторжское            |
| 97  | Губино             | деревня          | 7         | Чарозерское               |
| 98  | Гущино             | деревня          | 0         | Николоторжское            |
| 99  | Данильцево         | деревня          | 3         | Ферапонтовское            |
| 100 | Деменьково         | деревня          | 0         | Чарозерское               |
| 101 | Демидово           | деревня          | 22        | Талицкое                  |
| 102 | Демидово           | деревня          | 0         | Ферапонтовское            |
| 103 | Денисово           | деревня          | 0         | Талицкое                  |
| 104 | Деницыно           | деревня          | 3         | Талицкое                  |
| 105 | Дергаево           | деревня          | 0         | Талицкое                  |
| 106 | Дергаево           | деревня          | 3         | Ферапонтовское            |
| 107 | Дмитриево          | деревня          | 7         | Талицкое                  |
| 108 | Добрилово          | деревня          | ↘0        | Липовское                 |
| 109 | Домниково          | деревня          | 0         | Алёшинское                |
| 110 | Дор                | деревня          | 7         | Талицкое                  |
| 111 | Дорогуша           | деревня          | 5         | Николоторжское            |
| 112 | Дренево            | деревня          | 0         | Чарозерское               |
| 113 | Дресвища           | деревня          | 0         | Талицкое                  |
| 114 | Дресвища           | деревня          | 0         | Талицкое                  |
| 115 | Дровенниково       | деревня          | 0         | Чарозерское               |
| 116 | Дуброво            | деревня          | 4         | Ферапонтовское            |
| 117 | Дулово             | деревня          | 5         | Николоторжское            |
| 118 | Дуравино           | деревня          | 6         | Николоторжское            |
| 119 | Дьяконовская       | деревня          | 0         | Ферапонтовское            |
| 120 | Дюнево             | деревня          | 0         | Николоторжское            |
| 121 | Евсюнино           | деревня          | 8         | Ферапонтовское            |
| 122 | Елтухово           | деревня          | 0         | Николоторжское            |
| 123 | Ельник             | деревня          | 15        | Талицкое                  |
| 124 | Емишево            | деревня          | 4         | Ферапонтовское            |
| 125 | Епимахово          | деревня          | 13        | Алёшинское                |
| 126 | Еремеево           | деревня          | 5         | Ферапонтовское            |
| 127 | Ерёминское         | деревня          | 0         | Ферапонтовское            |
| 128 | Ермаково           | деревня          | 0         | город Кириллов            |
| 129 | Ефремовская        | деревня          | 4         | Чарозерское               |
| 130 | Желобново          | деревня          | 16        | Талицкое                  |
| 131 | Жилино             | деревня          | 4         | Николоторжское            |
| 132 | Жохово             | деревня          | ↘0        | Липовское                 |
| 133 | Заболотье          | деревня          | 0         | Ферапонтовское            |
| 134 | Загорье            | деревня          | 0         | Ферапонтовское            |
| 135 | Заельники          | деревня          | 0         | Чарозерское               |
| 136 | Займищи            | деревня          | 48        | Талицкое                  |
| 137 | Зайцево            | деревня          | 0         | Ферапонтовское            |
| 138 | Запань-Нова        | посёлок          | 73        | Ферапонтовское            |
| 139 | Заречье            | деревня          | 0         | город Кириллов            |
| 140 | Заречье            | деревня          | 74        | Николоторжское            |
| 141 | Заречье            | деревня          | 0         | Чарозерское               |
| 142 | Захарьино          | деревня          | 6         | Ферапонтовское            |
| 143 | Звоз               | деревня          | 4         | город Кириллов            |
| 144 | Зуево              | деревня          | 0         | Липовское                 |
| 145 | Зуево              | деревня          | 0         | Ферапонтовское            |
| 146 | Зуево              | деревня          | 0         | Чарозерское               |
| 147 | Зыбошное           | деревня          | 0         | Ферапонтовское            |
| 148 | Зыково             | деревня          | 0         | Чарозерское               |
| 149 | Иванов Бор         | деревня          | 208       | Алёшинское                |
| 150 | Иваново            | деревня          | 0         | Чарозерское               |
| 151 | Ивановское         | деревня          | 0         | Ферапонтовское            |
| 152 | Ивашево            | деревня          | 7         | Талицкое                  |
| 153 | Ивашково-1         | деревня          | 9         | Ферапонтовское            |
| 154 | Ивашково-2         | деревня          | 0         | Ферапонтовское            |
| 155 | Ивицы              | деревня          | 4         | Алёшинское                |
| 156 | Игнатьево          | деревня          | 0         | Талицкое                  |
| 157 | Игнатьево          | деревня          | 6         | Чарозерское               |
| 158 | Исаково            | деревня          | 0         | Чарозерское               |
| 159 | Истоминская        | деревня          | ↘0        | Николоторжское            |
| 160 | Иткла              | посёлок          | 0         | Ферапонтовское            |
| 161 | Кабачино           | деревня          | 3         | Алёшинское                |
| 162 | Каменщица          | деревня          | 0         | Талицкое                  |
| 163 | Карботка           | деревня          | ↗36       | Ферапонтовское            |
| 164 | Каргач             | деревня          | 15        | Алёшинское                |
| 165 | Карповская         | деревня          | 0         | Ферапонтовское            |
| 166 | Карповская         | деревня          | 3         | Чарозерское               |
| 167 | Кашино             | деревня          | 0         | Чарозерское               |
| 168 | Кашкино            | деревня          | 0         | Чарозерское               |
| 169 | Керманово          | деревня          | 6         | Ферапонтовское            |
| 170 | Киприно            | деревня          | 0         | Чарозерское               |
| 171 | Кирсново           | деревня          | 10        | Алёшинское                |
| 172 | Киселево           | деревня          | 0         | Чарозерское               |
| 173 | Кишемское          | деревня          | 5         | Николоторжское            |
| 174 | Клеменево          | деревня          | 14        | Николоторжское            |
| 175 | Клемушино          | деревня          | 0         | Николоторжское            |
| 176 | Кленовицы          | деревня          | 0         | Ферапонтовское            |
| 177 | Клетная            | деревня          | 0         | Чарозерское               |
| 178 | Кнутово            | местечко         | 8         | Липовское                 |
| 179 | Кнышево            | деревня          | 4         | Ферапонтовское            |
| 180 | Князево            | деревня          | 0         | Ферапонтовское            |
| 181 | Кобылино           | деревня          | 0         | Чарозерское               |
| 182 | Коварзино          | деревня          | 305       | Ферапонтовское            |
| 183 | Коврижново         | деревня          | 9         | Алёшинское                |
| 184 | Козицыно           | деревня          | 0         | Чарозерское               |
| 185 | Козлово            | деревня          | 0         | Ферапонтовское            |
| 186 | Козлово            | деревня          | 6         | Чарозерское               |
| 187 | Козлово            | деревня          | 10        | Чарозерское               |
| 188 | Коковановская      | деревня          | 3         | Николоторжское            |
| 189 | Колбино            | деревня          | 0         | Чарозерское               |
| 190 | Колдома            | деревня          | 26        | Ферапонтовское            |
| 191 | Колкач             | деревня          | 5         | Талицкое                  |
| 192 | Колкач             | село             | 193       | Талицкое                  |
| 193 | Комлино            | деревня          | 0         | Чарозерское               |
| 194 | Кондратово         | деревня          | 4         | Алёшинское                |
| 195 | Коньково           | деревня          | 0         | Николоторжское            |
| 196 | Конютино           | деревня          | 0         | Николоторжское            |
| 197 | Копалёво           | деревня          | 0         | Чарозерское               |
| 198 | Королево           | деревня          | 5         | Чарозерское               |
| 199 | Коротецкая         | деревня          | 119       | Чарозерское               |
| 200 | Корякино           | деревня          | 7         | Николоторжское            |
| 201 | Косино             | посёлок          | 270       | Липовское                 |
| 202 | Косые Гряды        | местечко         | 48        | Алёшинское                |
| 203 | Котлово            | деревня          | 5         | Талицкое                  |
| 204 | Кочевино           | деревня          | 9         | Николоторжское            |
| 205 | Кощеево            | деревня          | 20        | Николоторжское            |
| 206 | Крапивино          | деревня          | 12        | Алёшинское                |
| 207 | Крапивинская       | деревня          | 0         | Ферапонтовское            |
| 208 | Красково           | деревня          | 0         | Алёшинское                |
| 209 | Красново           | деревня          | 21        | Ферапонтовское            |
| 210 | Кривошейново       | деревня          | 23        | Ферапонтовское            |
| 211 | Кудряшово          | деревня          | 7         | город Кириллов            |
| 212 | Кузино             | деревня          | 10        | Алёшинское                |
| 213 | Кузнецово          | деревня          | 0         | Липовское                 |
| 214 | Кузнецово          | деревня          | 0         | Николоторжское            |
| 215 | Кузнецово          | деревня          | 7         | Талицкое                  |
| 216 | Кузьминка          | деревня          | 0         | Липовское                 |
| 217 | Кукманино          | деревня          | 0         | Талицкое                  |
| 218 | Куконцы            | деревня          | 0         | Николоторжское            |
| 219 | Кулига             | деревня          | 0         | Липовское                 |
| 220 | Кундюково          | деревня          | 0         | Ферапонтовское            |
| 221 | Куракино           | деревня          | 14        | Ферапонтовское            |
| 222 | Курганы            | деревня          | 0         | Ферапонтовское            |
| 223 | Курикаево          | деревня          | ↘0        | город Кириллов            |
| 224 | Курьяново          | деревня          | 0         | Николоторжское            |
| 225 | Кусово             | деревня          | 0         | Талицкое                  |
| 226 | Ладунино           | деревня          | 3         | Алёшинское                |
| 227 | Левково            | деревня          | 14        | Николоторжское            |
| 228 | Левково            | деревня          | 3         | Чарозерское               |
| 229 | Леониха            | деревня          | 7         | Талицкое                  |
| 230 | Лесово             | деревня          | 0         | Ферапонтовское            |
| 231 | Леунино            | деревня          | 3         | Алёшинское                |
| 232 | Леушкино           | деревня          | 3         | Ферапонтовское            |
| 233 | Лещёво             | деревня          | 5         | Ферапонтовское            |
| 234 | Лимоново           | деревня          | 0         | город Кириллов            |
| 235 | Липово             | деревня          | 0         | Липовское                 |
| 236 | Лопотово           | деревня          | 0         | Чарозерское               |
| 237 | Лопошилово         | деревня          | 0         | Талицкое                  |
| 238 | Лохта              | деревня          | 0         | Чарозерское               |
| 239 | Лукинская          | деревня          | 7         | Чарозерское               |
| 240 | Лукинское          | деревня          | 0         | Алёшинское                |
| 241 | Лукинское          | деревня          | 0         | Николоторжское            |
| 242 | Лукинское-1        | деревня          | 5         | Ферапонтовское            |
| 243 | Лукинское-2        | деревня          | 4         | Ферапонтовское            |
| 244 | Лучкино            | деревня          | 18        | Талицкое                  |
| 245 | Лысцево            | деревня          | 0         | Талицкое                  |
| 246 | Лыткино            | деревня          | 0         | Талицкое                  |
| 247 | Макаровская        | деревня          | 0         | Алёшинское                |
| 248 | Максимовская       | деревня          | 0         | Ферапонтовское            |
| 249 | Макутино           | деревня          | 0         | город Кириллов            |
| 250 | Малино             | деревня          | 0         | Ферапонтовское            |
| 251 | Малино             | деревня          | 0         | Ферапонтовское            |
| 252 | Малое Зауломское   | деревня          | 0         | Ферапонтовское            |
| 253 | Малый Дор          | деревня          | 0         | Николоторжское            |
| 254 | Малышкино          | деревня          | 7         | Талицкое                  |
| 255 | Марковская         | деревня          | 3         | Чарозерское               |
| 256 | Матвеевское        | деревня          | 6         | Николоторжское            |
| 257 | Маура              | местечко         |           | город Кириллов            |
| 258 | Мелехово           | деревня          | 5         | Николоторжское            |
| 259 | Мелюшино           | деревня          | 0         | Ферапонтовское            |
| 260 | Мережино           | деревня          | 12        | Чарозерское               |
| 261 | Мигачево           | деревня          | 7         | Алёшинское                |
| 262 | Миклеево           | деревня          | 0         | Ферапонтовское            |
| 263 | Минчаково          | деревня          | 19        | Николоторжское            |
| 264 | Миняево            | деревня          | 0         | Липовское                 |
| 265 | Митино             | деревня          | 0         | город Кириллов            |
| 266 | Митинское          | деревня          | 0         | Ферапонтовское            |
| 267 | Мишутино           | деревня          | 6         | Талицкое                  |
| 268 | Молоди             | деревня          | 0         | Ферапонтовское            |
| 269 | Молоди             | деревня          | 7         | Талицкое                  |
| 270 | Мыс                | деревня          | 0         | Алёшинское                |
| 271 | Мыс                | деревня          | 0         | Николоторжское            |
| 272 | Мыс                | деревня          | 0         | Ферапонтовское            |
| 273 | Мыс                | деревня          | 4         | Ферапонтовское            |
| 274 | Мясниково          | деревня          | 0         | Чарозерское               |
| 275 | Невашово           | деревня          | 0         | Чарозерское               |
| 276 | Неклюдиха          | деревня          | ↘0        | Талицкое                  |
| 277 | Нестерово          | деревня          | 6         | Ферапонтовское            |
| 278 | Нефедово           | деревня          | 0         | Чарозерское               |
| 279 | Нефедьево          | деревня          | ↘11       | Ферапонтовское            |
| 280 | Нечаево            | деревня          | 0         | Алёшинское                |
| 281 | Никифорово         | деревня          | 0         | Ферапонтовское            |
| 282 | Никольский Торжок  | село             | ↘475      | Николоторжское            |
| 283 | Никольское         | село             | 0         | Алёшинское                |
| 284 | Никулино           | местечко         | 6         | город Кириллов            |
| 285 | Нова               | деревня          | 0         | Ферапонтовское            |
| 286 | Ново               | деревня          | 4         | Ферапонтовское            |
| 287 | Новодевичье        | деревня          | 22        | Липовское                 |
| 288 | Новостройка        | посёлок          | 118       | Ферапонтовское            |
| 289 | Новшино            | деревня          | 0         | Николоторжское            |
| 290 | Оденьево           | деревня          | 0         | Ферапонтовское            |
| 291 | Ожогово            | деревня          | 4         | Талицкое                  |
| 292 | Оксино             | деревня          | 0         | Талицкое                  |
| 293 | Окулово            | деревня          | 4         | Ферапонтовское            |
| 294 | Окунево            | деревня          | 18        | Талицкое                  |
| 295 | Олютинская         | деревня          | ↘10       | Чарозерское               |
| 296 | Олюшино            | деревня          | 4         | Ферапонтовское            |
| 297 | Омелино            | деревня          | 0         | Чарозерское               |
| 298 | Оносово            | деревня          | 3         | Алёшинское                |
| 299 | Опрятково          | деревня          | 0         | Чарозерское               |
| 300 | Опрячкино          | деревня          | 0         | Чарозерское               |
| 301 | Осиевская          | деревня          | 0         | Чарозерское               |
| 302 | Острецово          | деревня          | 3         | Николоторжское            |
| 303 | Островки           | деревня          | 0         | Николоторжское            |
| 304 | Островская         | деревня          | 0         | Ферапонтовское            |
| 305 | Охремково          | деревня          | 0         | Талицкое                  |
| 306 | Павлоково          | деревня          | 5         | Талицкое                  |
| 307 | Павшино            | деревня          | 0         | Чарозерское               |
| 308 | Палшемское         | деревня          | ↘6        | Ферапонтовское            |
| 309 | Паньково           | деревня          | 9         | Николоторжское            |
| 310 | Паньково           | деревня          | 12        | Ферапонтовское            |
| 311 | Пасынково          | деревня          | 7         | Талицкое                  |
| 312 | Паунино            | деревня          | 0         | Николоторжское            |
| 313 | Пачево             | деревня          | 7         | Липовское                 |
| 314 | Пеньково           | деревня          | 35        | Липовское                 |
| 315 | Перхино            | деревня          | 9         | Ферапонтовское            |
| 316 | Пески              | деревня          | 7         | Ферапонтовское            |
| 317 | Пестерево          | деревня          | 0         | Алёшинское                |
| 318 | Петровское         | село             | 33        | Николоторжское            |
| 319 | Петровское         | село             | 77        | Талицкое                  |
| 320 | Петряево           | деревня          | 0         | Алёшинское                |
| 321 | Петряково          | деревня          | 0         | Ферапонтовское            |
| 322 | Пехтач             | деревня          | 0         | Ферапонтовское            |
| 323 | Плахино            | деревня          | 0         | Ферапонтовское            |
| 324 | Погорелка          | деревня          | 14        | Ферапонтовское            |
| 325 | Погорелово         | деревня          | 10        | Липовское                 |
| 326 | Погорелово         | деревня          | 0         | Чарозерское               |
| 327 | Погорелово         | деревня          | 7         | Чарозерское               |
| 328 | Погостище          | деревня          | 0         | Чарозерское               |
| 329 | Подгорная          | деревня          | 0         | Николоторжское            |
| 330 | Подосеново         | деревня          | 11        | Чарозерское               |
| 331 | Поздышка           | деревня          | 24        | Ферапонтовское            |
| 332 | Польчаково         | деревня          | 5         | Чарозерское               |
| 333 | Пометище           | деревня          | 0         | Чарозерское               |
| 334 | Пономарево         | деревня          | 5         | Ферапонтовское            |
| 335 | Поповка            | деревня          | 3         | Талицкое                  |
| 336 | Поповка            | деревня          | 0         | Чарозерское               |
| 337 | Попово             | деревня          | 5         | Алёшинское                |
| 338 | Поповская          | деревня          | 8         | Алёшинское                |
| 339 | Починок            | деревня          | 4         | Талицкое                  |
| 340 | Пресняково         | деревня          | 0         | город Кириллов            |
| 341 | Прилуки            | деревня          | 0         | Ферапонтовское            |
| 342 | Приозерье          | деревня          | 3         | Липовское                 |
| 343 | Пружинино          | деревня          | 0         | город Кириллов            |
| 344 | Прядихино          | деревня          | 4         | Талицкое                  |
| 345 | Пустынь            | местечко         | 160       | Липовское                 |
| 346 | Пялнобово          | деревня          | 5         | Ферапонтовское            |
| 347 | Ракула             | деревня          | 11        | Чарозерское               |
| 348 | Рандач             | деревня          | 0         | Алёшинское                |
| 349 | Рассвет            | деревня          | 0         | Николоторжское            |
| 350 | Ратибор            | деревня          | 4         | Алёшинское                |
| 351 | Ратово             | деревня          | 0         | Чарозерское               |
| 352 | Рогалево           | деревня          | 0         | Николоторжское            |
| 353 | Рогово             | деревня          | 0         | Талицкое                  |
| 354 | Роговская          | деревня          | 0         | Ферапонтовское            |
| 355 | Родино             | деревня          | 0         | город Кириллов            |
| 356 | Родино             | деревня          | 8         | Ферапонтовское            |
| 357 | Рожево             | деревня          | 0         | Николоторжское            |
| 358 | Ромашево           | деревня          | 10        | Чарозерское               |
| 359 | Росликово          | деревня          | 0         | Чарозерское               |
| 360 | Рудаково           | деревня          | 13        | Талицкое                  |
| 361 | Рукино             | село             | 72        | Николоторжское            |
| 362 | Русаниха           | деревня          | 0         | Ферапонтовское            |
| 363 | Русино             | деревня          | 0         | Чарозерское               |
| 364 | Рыбацкая           | деревня          | 0         | Чарозерское               |
| 365 | Савинское          | деревня          | 8         | Николоторжское            |
| 366 | Сажинская          | деревня          | 0         | Ферапонтовское            |
| 367 | Сазоново           | деревня          | 3         | Николоторжское            |
| 368 | Сандырево          | деревня          | 0         | город Кириллов            |
| 369 | Саутино            | деревня          | 3         | город Кириллов            |
| 370 | Семеновская        | деревня          | 3         | Чарозерское               |
| 371 | Семково            | деревня          | 0         | Талицкое                  |
| 372 | Сенино             | деревня          | 3         | Ферапонтовское            |
| 373 | Сергеево           | деревня          | ↘0        | Чарозерское               |
| 374 | Сиверово           | деревня          | 0         | Ферапонтовское            |
| 375 | Сигово             | деревня          | 5         | Ферапонтовское            |
| 376 | Сидоровское        | деревня          | 5         | Талицкое                  |
| 377 | Ситское            | село             | 18        | Николоторжское            |
| 378 | Ситьково           | деревня          | 0         | Николоторжское            |
| 379 | Скоково            | деревня          | 29        | Николоторжское            |
| 380 | Скребино           | деревня          | 7         | Чарозерское               |
| 381 | Славянка           | деревня          | 4         | Николоторжское            |
| 382 | Соболево           | деревня          | 0         | Николоторжское            |
| 383 | Сокирино           | деревня          | 0         | Алёшинское                |
| 384 | Соколино           | деревня          | 0         | Чарозерское               |
| 385 | Соколье            | деревня          | 15        | Алёшинское                |
| 386 | Соколье            | деревня          | 0         | Чарозерское               |
| 387 | Сопигино           | деревня          | 33        | Николоторжское            |
| 388 | Сосуново           | деревня          | 6         | Алёшинское                |
| 389 | Спелово            | деревня          | 34        | Чарозерское               |
| 390 | Стародевичье       | местечко         | 21        | Липовское                 |
| 391 | Старцево           | деревня          | 0         | Алёшинское                |
| 392 | Степачево          | деревня          | 11        | Чарозерское               |
| 393 | Степучево          | деревня          | 3         | Николоторжское            |
| 394 | Страхово           | деревня          | 0         | Николоторжское            |
| 395 | Суворово           | деревня          | 0         | Чарозерское               |
| 396 | Суховерхово        | деревня          | 88        | Ферапонтовское            |
| 397 | Сущево             | деревня          | 11        | Талицкое                  |
| 398 | Сяминское          | деревня          | 0         | Николоторжское            |
| 399 | Талашманиха        | деревня          | 0         | Талицкое                  |
| 400 | Талицы             | село             | 851       | Талицкое                  |
| 401 | Татарово           | деревня          | 14        | Ферапонтовское            |
| 402 | Татьянино          | деревня          | 3         | Николоторжское            |
| 403 | Тереховская        | деревня          | 17        | Николоторжское            |
| 404 | Теряево            | деревня          | 9         | Ферапонтовское            |
| 405 | Тимонино           | деревня          | 0         | Липовское                 |
| 406 | Тимонино           | деревня          | 0         | Чарозерское               |
| 407 | Тимофеево          | деревня          | 13        | Чарозерское               |
| 408 | Титово             | деревня          | 39        | Талицкое                  |
| 409 | Тихонино           | деревня          | 0         | Чарозерское               |
| 410 | Тихоново           | деревня          | 0         | город Кириллов            |
| 411 | Толокняница        | деревня          | 4         | Николоторжское            |
| 412 | Толстик            | деревня          | 28        | Талицкое                  |
| 413 | Топорня            | местечко         | ↘109      | Алёшинское                |
| 414 | Трофимово          | деревня          | 0         | город Кириллов            |
| 415 | Трофимово          | деревня          | 0         | Николоторжское            |
| 416 | Трофимово          | деревня          | 5         | Чарозерское               |
| 417 | Трунино            | деревня          | 20        | Талицкое                  |
| 418 | Усково             | деревня          | 13        | Ферапонтовское            |
| 419 | Устье              | деревня          | 4         | Ферапонтовское            |
| 420 | Устье-Ситское      | деревня          | 8         | Николоторжское            |
| 421 | Федорково          | деревня          | 4         | Талицкое                  |
| 422 | Федотово           | деревня          | 0         | Ферапонтовское            |
| 423 | Федяево            | деревня          | 0         | Николоторжское            |
| 424 | Ферапонтово        | село             | 370       | Ферапонтовское            |
| 425 | Фефелово           | деревня          | 4         | Ферапонтовское            |
| 426 | Фефелово           | деревня          | 0         | Ферапонтовское            |
| 427 | Филимоново         | деревня          | 12        | Николоторжское            |
| 428 | Филино             | деревня          | 0         | Ферапонтовское            |
| 429 | Филиппово          | деревня          | 0         | Ферапонтовское            |
| 430 | Хвощеватик         | деревня          | 4         | Ферапонтовское            |
| 431 | Хмелевицы          | деревня          | 19        | Николоторжское            |
| 432 | Худяково           | деревня          | 0         | Алёшинское                |
| 433 | Цветково           | деревня          | 4         | Ферапонтовское            |
| 434 | Ципино             | деревня          | 5         | Ферапонтовское            |
| 435 | Чарозеро           | село             | 319       | Чарозерское               |
| 436 | Чаронда            | село             | 3         | Чарозерское               |
| 437 | Часовенская        | деревня          | 0         | Чарозерское               |
| 438 | Чаща               | деревня          | 3         | Талицкое                  |
| 439 | Чебунино           | деревня          | 70        | Николоторжское            |
| 440 | Чеваксино          | деревня          | 0         | Николоторжское            |
| 441 | Чекишево           | деревня          | 0         | Ферапонтовское            |
| 442 | Черницыно          | деревня          | 11        | Талицкое                  |
| 443 | Чирково            | деревня          | 3         | Николоторжское            |
| 444 | Чистый Дор         | деревня          | 19        | Ферапонтовское            |
| 445 | Чищино             | деревня          | 12        | Николоторжское            |
| 446 | Чуйково            | деревня          | 0         | Алёшинское                |
| 447 | Шаврово            | деревня          | 10        | Алёшинское                |
| 448 | Шевинская          | деревня          | ↘12       | Алёшинское                |
| 449 | Шексна             | посёлок          | 45        | Алёшинское                |
| 450 | Шидьеро            | деревня          | ↘17       | город Кириллов            |
| 451 | Шиляково           | деревня          | ↘14       | Алёшинское                |
| 452 | Шиляково           | деревня          | ↗15       | Ферапонтовское            |
| 453 | Шиндалово          | посёлок          | ↘243      | Алёшинское                |
| 454 | Шишкино            | деревня          | 12        | Ферапонтовское            |
| 455 | Шлюз № 4           | населённый пункт | 4         | Ферапонтовское            |
| 456 | Шлюз № 5           | населённый пункт | ↗16       | Николоторжское            |
| 457 | Шлюз № 6           | населённый пункт | ↘0        | Николоторжское            |
| 458 | Шортино            | деревня          | ↘6        | город Кириллов            |
| 459 | Шульгино           | деревня          | 0         | Ферапонтовское            |
| 460 | Шумилово           | деревня          | →0        | город Кириллов            |
| 461 | Шухтино            | деревня          | 9         | Чарозерское               |
| 462 | Щаниково           | деревня          | ↘4        | Николоторжское            |
| 463 | Щёлково            | деревня          | 7         | город Кириллов            |
| 464 | Щёлково            | деревня          | 29        | Ферапонтовское            |
| 465 | Щетинино           | деревня          | 41        | Алёшинское                |
| 466 | Южный              | посёлок          | 0         | Чарозерское               |
| 467 | Юркино             | деревня          | 4         | Талицкое                  |
| 468 | Юсово              | деревня          | 0         | Талицкое                  |
| 469 | Ягрыш              | деревня          | 15        | Талицкое                  |
| 470 | Якшино             | деревня          | 3         | город Кириллов            |
| 471 | Яршево             | деревня          | 117       | Ферапонтовское            |

### Упразднённые населённые пункты
В феврале 2021 года на территории района были упразднены деревни: Дор, Исаково, Михалево, Погорелка, Попково, Степановская, Устиново. В июле 2021 года упразднена деревня Мурганы.
В июне 2022 года упразднена деревня Зеленик.
В июле 2022 года упразднены деревни Лукьяновская и Осник.
Новообразованные населённые пункты
В 2014 году было образовано местечко Маура

## Местное самоуправление
Главы района
- Андрей Николаевич Тюляндин

Председатель представительного собрания
- Владимир Павлович Шачин

Глава администрации
- Александр Леонидович Кузнецов

## Транспорт
Транспортные пути в районе представлены только автомобильными дорогами и судоходными водными системами. Основу водного каркаса составляют Волго-Балтийская и Северо-Двинская системы. Общая протяжённость сети автомобильных дорог составляет 554 километра.
Главной из них является автодорога регионального значения А119 «Вологда — Медвежьегорск» (третьей технической категории) с подъездом к г. Кириллову с усовершенствованным покрытием в асфальтобетонном исполнении. Основные теплоходные причалы: «Горицы» (7 километров от города Кириллов) и «Кузино» (15 километров от города Кириллов).
Близлежащая ж/д станция — Череповец, 92-й км, на линии «Санкт-Петербург—Вологда—Киров».

## Культура
- 12 памятников культового и 25 памятников гражданского зодчества,
- Кирилло-Белозерский историко-архитектурный и художественный музей-заповедник.
- Музей фресок Дионисия.
- Национальный парк «Русский Север». Общая площадь национального природного парка составляет 166,4 тыс. га, 90,5 тыс. га включены в границы парка без изъятия из хозяйственного пользования. Основан в 1992 году.

## Достопримечательности
- Кирилло-Белозерский монастырь
- Ферапонтов монастырь
- Нило-Сорская пустынь
- Горицкий Воскресенский монастырь
- Церковь Ильи Пророка (Цыпинский Погост)
- Церковь Иоанна Златоуста в селе Чаронда
- гора Маура

В целом в районе 12 памятников культового и 25 гражданского зодчества под государственной охраной.

### Археология и палеогенетика
- Модлонское свайное поселение — неолитическое поселение второй половины III тысячелетия до н. э. на реке Модлона, на территории Чарозерского района. Открыто А. Я. Брюсовым в 1938—40 и 1945—57 годах. Исследовалась С. В. Ошибкиной в 1970 году[35].
- На левом берегу Модлоны на территории бывшей деревни Погостище открыты мезолитические памятники Погостище-14 и Погостище-15[36][37].
- На правом берегу Модлоны находится стоянка каргопольской культуры Против Гостиного Берега[38].
- На правом берегу Еломы (протока Модлоны) находится неолитическая стоянка каргопольской культуры Караваиха[39].
- У мезолитического образца KAR001 (6457—6258 лет до н. э.) с могильника культуры Веретьё Караваиха 1 определена митохондриальная гаплогруппа T2a1b1[40]. У мезолитического образца KVH001 (8377 л. н.) из Караваихи определили Y-хромосомную гаплогруппу R1 и митохондриальную гаплогруппу U5a1, у образца KVH002 (8300,5 л. н.) — митохондриальную гаплогруппу U5a1d2[41].
- На реке Шексна напротив пристани Горицы находится селище Крутик IX—X веков[42][43].
- Могильники Кладовка I и II находятся вблизи поселения Крутик на Шексне. Кладовка I (2250 м²) занимает небольшой участок на гребне высокой и узкой моренной гряды, Кладовка II (600 м²) — часть малозаметного округлого возвышения. Кладовка I (IX—XI века) на правом берегу реки Конка в урочище Кладовка представляет собой грунтовой могильник с кремациями и является основным некрополем поселения Крутик[44]. Одна зона могильника Кладовка I использовалась для захоронений в конце IX — первой половине X века, вторая — в середине — второй половине X века. Могильник группы новых поселенцев (5—6 человек) Кладовка II функционировал в конце X — первой половине XI века[45]. Полученные значения соотношения изотопов стронция 87Sr/ 86Sr (0,713—0,716) свидетельствует о том, что индивиды из погребений могильников Кладовка I и II, Чагода-I и Варшавский шлюз-I жили примерно в сходных условиях, характерных для одной территории, находят свои аналогии в группе данных, полученных для средневекового Ярославля (0,713—0,714). Возможно, подросток из могильника Кладовка II, кость которого использовалась для анализа, родился уже на Крутике[46][47].

## Экономика
Наиболее ярко представлены агропромышленное производство и сфера туризма. Основной источник поддержания жизнедеятельности района — промышленный сектор, преимущественно частный. В районе также производятся строительные материалы (гравий, щебень, песок строительный), пищевые продукты, осуществляется заготовка и переработка древесины, имеется издательская и полиграфическая деятельность, налажено производство технологического оборудования.

### Малый бизнес
На 2012 год в районе насчитывалось 313 предприятий и 400 индивидуальных предпринимателей. Основные направления деятельности: туристические и гостиничные услуги, розничная торговля, строительные работы, выработка теплоэнергии, лесозаготовка и лесопереработка.